# 松平忠茂
松平 忠茂（まつだいら ただしげ）は、戦国時代の武将。通称は甚太郎。東条松平家2代。

## 生涯

### 出自と家督継承
三河松平氏の一族・東条松平家の松平義春（右京亮）の次男。父の義春は天文年間、松平宗家と共に今川氏に服属していた。
父の死後、兄の甚二郎（甚次郎とも）が家督を継いだ。しかし、兄は俄かに織田氏に味方して今川氏に敵対したため、今川義元により天文20年（1551年）に甚二郎の追放と忠茂の家督継承がなされた。忠茂は若年であったため、義元は今川氏の属臣・松井忠次（左近尉）と山内助左衛門尉が忠茂の寄騎として同心すべきこと命じた（天文20年12月11日付松平甚太郎宛今川義元判物・同年同日付松井忠次宛今川義元判物）。
なおこの時、「本知あいは」（饗庭、現在の愛知県西尾市吉良町饗庭）は甚二郎により東条（吉良）殿に進上されているので返付を待つように今川氏の奉行から指示があり（同年12月2日松平甚太郎宛山田隆景等連署起請文）、これにより本来は東条吉良氏領と推定される吉良庄饗庭が甚二郎の本知（主たる知行地、本貫の地ともいう）であったことが知れる。そのため、東条松平家は本来、青野松平家とすべきという説が現在有力であるが、この事実からは従来の東条松平家という呼称があながち誤謬ではないことがわかる。また、この甚二郎の家督継承を数えれば忠茂は東条松平家第2代目ではなく、第3代目にあたる。

### 同族内での確執
当主・松平広忠が天文18年（1549年）に急死（暗殺死という）して以降、松平宗家の今川氏への従属が強まり、松平党への求心力が弱まったため、庶流の松平家や有力家臣のなかには宗家とたもとを分かち尾張国の織田氏に味方するものや、逆に今川氏に直接帰属して下知を受けるものが現れた。忠茂の東条松平家も当時は今川氏の下知を直接受けていた。このため、他の有力松平分家としばしば対立し合戦に及んだ。忠茂の時に以下の合戦・係争があった。
1. 天文20年（1551年）、松平甚二郎。上記のとおり、今川氏と松平竹千代（のちの徳川家康）に逆心した実兄・甚二郎と争う。
2. 天文21年（1552年）、大給松平家。宗家に反した大給松平親乗の大給城を忠茂が攻め、今川義元より感状を受けた。
3. 天文22年（1553年）～弘治2年（1556年）、桜井松平家。三州下和田（現・安城市内）の所領の帰属をめぐり桜井の松平家次（監物丞）と係争。忠茂存命中に家次から提訴されたが、忠茂戦死後の弘治2年（1556年）に今川義元の裁定により、忠茂の遺児亀千代の勝訴となった。

※なお、1.は織田氏への内通、2.は松平親乗の妻が桜井松平信定の娘（また信定妻は織田信光の娘）、3.は桜井松平家次の母は織田信秀妹であるから、いずれも親織田派として今川氏と松平宗家に敵対していたと推定される。これに対し忠茂は今川氏と松平宗家を支持してこれと争ったと考えられる。

### 不慮の死
忠茂は、今川氏に逆心した奥平氏を討つため、その支族日近久兵衛尉（貞直）の三河額田郡日近城攻めに出兵（日近合戦）。しかし、弘治2年（1556年）2月20日には、城兵の放った矢に当たり重傷、家臣・平岩権太夫（元重）らに背負われて退却中、近隣の保久大林で絶命した。嫡子で遺児となった亀千代丸は1歳の乳児であったことから、忠茂の没年齢は不明ながらも早世（20代半ば位か）であったことが想像される。

## 系譜
- 父：松平義春 - 右京亮・甚太郎、東条松平家初代
- 母：不詳
  - 兄：松平甚二郎（また甚次郎とも。諱は忠吉か）[1]
- 室：松井忠直娘 - 松井忠次（左近尉・後の松平康親、今川氏の属臣で忠茂の寄騎、後東条松平家の家臣となる）の妹
  - 嫡男：松平家忠（1556-1581） - 甚太郎、幼名・亀千代丸、東条城主